# Vilcún
Vilcún ist eine Stadt und Gemeinde in Süd-Chile und liegt etwa 45 km östlich von Temuco in der Región de la Araucanía. Vilcún hat 22.499 Einwohner (2012). Der Name bedeutet in der Sprache der Mapuche Mauereidechse, was die anfangs langgestreckte Lage des Siedlungsbereiches beschrieb. Zur Gemeinde gehören außerdem die Ortschaften Cherquenco, San Patricio, General López und Cajón.

## Geschichte
Bereits im 19. Jahrhundert begann die Besiedlung bzw. Kolonisation der Region durch europäische Einwanderer. Am Ausbau der Siedlungsstruktur waren besonders die Familien Rawson Makaya, Carlos Keller, Ernesto Behnke Vergara und Pablo Lüer Metzner beteiligt. Besonders deutsche Auswanderer kamen unter dem Einfluss von Vicente Pérez Rosales in die Region. Schließlich wurde Vilcún am 18. Oktober 1926 offiziell gegründet, zunächst jedoch Vircún geschrieben.
Im Jahr 1911 erhielt die neue Ortschaft einen Bahnanschluss, als die bestehende Linie von Cajón nach Osten verlängert wurde.

## Bevölkerung
11.392 männliche und 11.099 weibliche Personen (einschließlich der Kinder; Stand 2002) bilden die Einwohner der Gemeinde. Rund 40 Prozent (= 9.024) leben in städtischen Gebieten und 60 Prozent (= 13.467) in ländlichen Gebieten. Der Zuwachs innerhalb von zehn Jahren (bezogen auf den Zensus 1992) betrug etwa 7,7 Prozent (= 1.604) Personen.

## Tourismus
Die Stadtgemeinde liegt westlich des Vulkans Llaima und des Nationalparks Conguillío. Dort befinden sich auch das Refugio Llaima und ein kleines Skigebiet.